# Egyiptomi áldozati formula

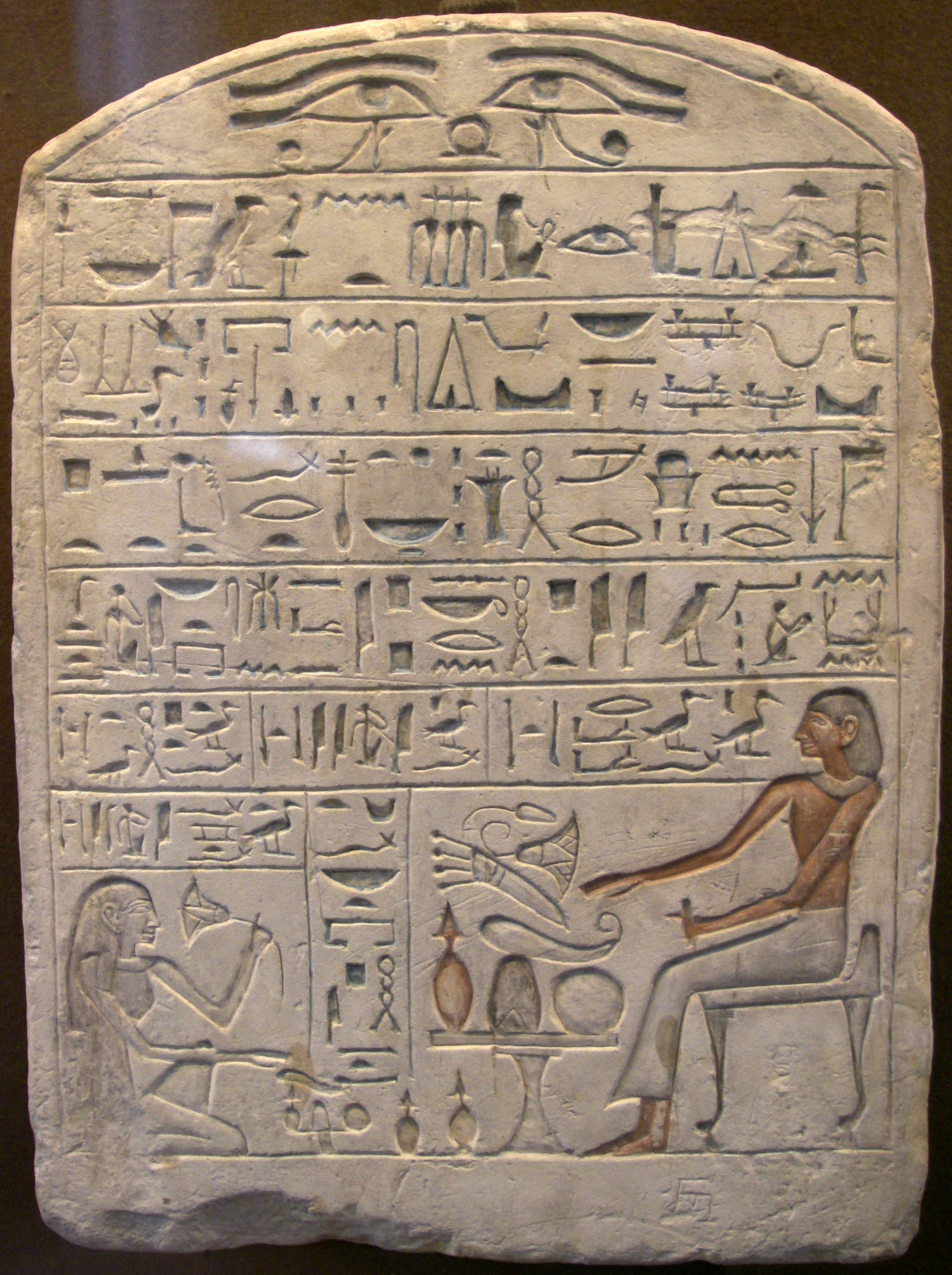
Az áldozati formula egy halotti sztélén

Az egyiptomi áldozati formula (az egyiptológiai szakirodalomban leginkább ḥtp-dỉ-nsw formula, ejtsd: hotep di niszu) ókori egyiptomi halotti sztéléken és más, temetkezéssel kapcsolatos tárgyakon előforduló szöveg, amely az egyiptomi vallás szerint lehetőbé teszi, hogy az elhunyt részesüljön az áldozatokban, melyeket a király nevében mutatnak be az isteneknek, vagy amelyeket a családtagok közvetlenül az elhunytnak ajánlanak fel. A ḥtp-dỉ-nsw jelentése: „királyi áldozat”. Minden formula hasonló szerkezetű, de az istenekben, azok címeiben és jelzőiben, illetve az áldozat mibenlétében nagy változatosságot mutatnak.
Egy tipikus áldozati formula hieroglifákkal, tudományos átírásban és magyar fordítással:
| M23 | t · R4 | X8 | Q1 | D4 | nb | R11 | w | O49 · t | Z1 | nTr | aA | nb | U23 | b | N26 · O49 |
| D37 · f | O3 | F1 · H1 | V6 | S27 | x · t | nb · t | nfr · t | wab · t | S34 · t | nTr | i | m |
| n · D28 · n | i | F39 · x | i | i | F12 | s | r · t · z · n | A1 | Aa11 · P8 |
ḥtp dỉ nsw wsỉr nb ḏdw, nṯr ˁȝ, nb ȝbḏw
dỉ=f prt-ḫrw t ḥnqt, kȝw ȝpdw, šs mnḥt ḫt nbt nfrt wˁbt ˁnḫt nṯr ỉm
n kȝ n ỉmȝḫy s-n-wsrt, mȝˁ-ḫrw
„Áldozat, melyet a király ad Ozirisznek, Buszirisz urának, a nagy istennek, Abüdosz urának,
hogy adna szóbeli áldozatként kenyeret, sört, ökröt, madarakat, alabástromot, ruhát és minden jó és tiszta dolgot, amiből egy isten él,
A tisztelt, igaz hangú Szenuszert kájának.”
A formulát gyakran halotti sztélékre, álajtókra, koporsókra és időnként más temetkezési tárgyakra vésték vagy festették. Eltérően több vallási szövegtől nem számított királyi előjognak, bárki készíttethetett tárgyakat ezzel a szöveggel, aki megengedhette magának.

## A formula szerkezete
Az áldozati formula mindig a következő kifejezéssel kezdődik:
| M23 | t · R4 | X8 |
ḥtp dỉ nsw
Ez a bevezető szöveg már az óegyiptomi nyelvben (az ókori egyiptomi nyelv legrégebbi ismert változatában) is megvan. Jelentése szó szerint „áldozat, melyet a király ad”, szövegkörnyezete alapján helyesebb a „királyi áldozat” fordítás. Mivel a király nem lehet mindenhol jelen, az áldozatot egy helyi templom adja a nevében; ennek a templomnak az istenét tekintették az áldozat adományozójának.
A ḥtp dỉ nsw után a formula megnevez egy, a halotti kultusszal kapcsolatos istent – többnyire Oziriszt vagy Anubiszt, ritkábban Gebet vagy valaki mást –, és felsorolja számos jelzőjét. Az isten neve gyakran közvetlen birtokosként jelenik meg a ḥtp dỉ nsw formula után: „Ozirisz királyi áldozata”; előfordul a „királyi áldozat Anubisz által” forma is. Az itt következő példa Ozirisz egy jellemző megszólítása:
| Q1 | D4 | nb | R11 | w | O49 · t | Z1 | nTr | aA | nb | U23 | b | N26 · O49 |
wsỉr nb ḏdw, nṯr ˁȝ, nb ȝbḏw
„Ozirisz, Buszirisz ura, a nagy isten, Abüdosz ura”. Nem voltak előírások arra nézve, az isten számos jelzője közül melyikeket kell használni, de ez a három igen gyakori. Szintén gyakran fordulnak elő még a következőek: 
| nb | H6 | nb | G21 | H | H | N5 |
nb ỉmnt nb nḥḥ
„a Nyugat ura, az örökkévalóság ura”.
Az Ozirisznál némileg ritkábban feltűnő Anubisz esetében ezek a szokásos címek:
| E15 · R4 | W17 | t | nTr | O21 | D1 | N26 · f |
ỉnpw, ḫnty sḥ nṯr tpy ḏw=f
„Anubisz, ki szentélye előtt áll; aki az ő hegyén van.”
Az istenségek és címeik után a formula következőnek a ḫrt-prw néven említett invokációs áldozatokat sorolja fel. Ezek felsorolását mindig megelőzi a következő kifejezés:
| D37 · f | O3 |    or    | X8 | s · n | O3 |
dỉ=f prt-ḫrw        or      dỉ=sn prt-ḫrw
„ő/ők invokációs áldozatot ad(nak).” Ezután következik az áldozati lista, például:
| D37 · f | O3 | F1 · H1 | V6 | S27 | x · t | nb · t | nfr · t | wab · t | S34 · t | nTr | i | m |
dỉ=f prt-ḫrw t ḥnqt, kȝw ȝpdw, šs mnḥt ḫt nbt nfrt wˁbt ˁnḫt nṯr ỉm
„Invokációs áldozatot ad kenyér, sör, ökrök, madarak, alabástrom, ruha, és minden olyan jó és tiszta dolog formájában, amiből az isten él”. Néha a lista végén lévő szöveg helyett ez áll:
| nb · t | nfr · t | wab · t | D37 · t · D37 | p · t · N1 | T14 | G1 | N16 · N21 · Z1 | W25 | n · n · t | V28 | D36 · p · N36 | S34 · t | nTr | i | m |
nbt nfrt wˁbt ddt pt qmȝ(t) tȝ ỉnnt ḥˁp(ỉ) ˁnḫt nṯr ỉm
„Minden jó és tiszta dolog, melyet az ég ad, melyet a föld teremt, melyet az áradás hoz, amelyből az isten él.”
A formula utolsó részét az áldozatban részesítendő elhunyt neve és címei képezik, például:
| n · D28 · n | i | F39 · x | i | i | F12 | s | r · t · z · n | A1 | Aa11 · P8 |
n kȝ n ỉmȝḫy s-n-wsrt, mȝˁ-ḫrw
„A tisztelt, igaz hangú Szenuszert kájának.”

## Külső hivatkozások
- Alexandra A. O'Brien: Death in Ancient Egypt Archiválva 2004. február 3-i dátummal a Wayback Machine-ben
- Mark Patrick Telford: Death and the Afterlife